# Karl Landsteiner

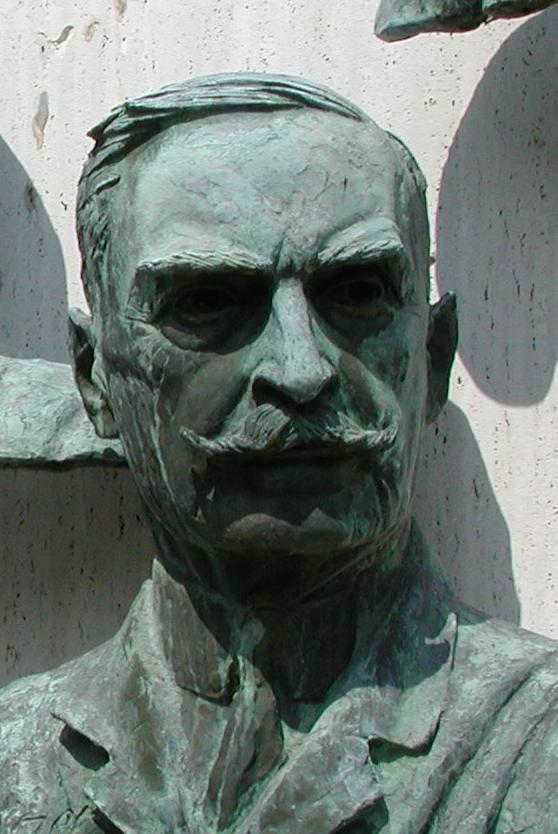
Bronsbyst av Karl Landsteiner.

Karl Landsteiner, född 14 juni 1868 i Baden, död 26 juni 1943 i New York, var en österrikisk biolog.

## Biografi
Landsteiner blev extraordinarie professor i patologisk anatomi i Wien 1910 samt professor och avdelningsföreståndare för Rockefellerinstitutet i New York från 1922.
Han mottog Nobelpriset i fysiologi eller medicin 1930 för sin upptäckt av AB0-systemet, vår viktigaste blodgruppsindelning. År 1940 upptäckte Landsteiner och Weiner att kaniner och marsvin som injicerats med röda blodkroppar från rhesusapan bildade en antikropp som de kallade för anti-Rh. När man testade antikroppen med humana erytrocyter så fick man agglutination med 85 % och med 15 % fick man ingen agglutination. Detta gjorde att man trodde att det var samma antikropp som en gravid kvinna bildat 1937. Philip Levine och Rufus E. Stetson undersökte varför den gravida kvinnan hade bildat en antikropp, fått ett dödfött barn och fått en allvarlig hemolytisk transfusionskomplikation i samband med att hon fick blod från sin ABO-kompatible make, men det var inte samma antikropp. År 1962 fick antikroppen som Landsteiner och Wiener hittade ett nytt namn, anti-LW, och antikroppen som den gravida kvinnan hade bildat 1937 fick heta anti-D. Karl Landsteiner tilldelades 1946 Laskerpriset. Karl Landsteiner är upphovsman till Landsteiners regel.
Landsteiner invaldes 1930 som utländsk ledamot av Kungliga Vetenskapsakademien.